# Partido de Alfaro
El Partido de Alfaro fue un partido con sede en la ciudad de Alfaro.

## Toponimia e historia
El rey cristiano Alfonso I de Aragón el Batallador toma la ciudad reconstruyendo las murallas. En 1253 Alfonso X el Sabio le otorgó carta de villa, aumentándose los privilegios de esta en 1287 por Sancho IV el Bravo, en 1331 por Fernando IV y en el siglo XV por Juan II de Castilla. El litigio sobre las aguas del río Alhama continúa y se intenta resolver en 1437 mediante el matrimonio de Enrique IV de Castilla y Blanca II de Navarra. La villa pertenecía al Tierra de Calahorra.
Felipe IV otorgó el título de Ciudad a Alfaro en 1629 a cambio de 40.000 maravedíes pagados en distintos plazos.

## Lugares que comprendía
El Partido de Alfaro contaba como centro la ciudad de Alfaro.